# Amaya (navegador)

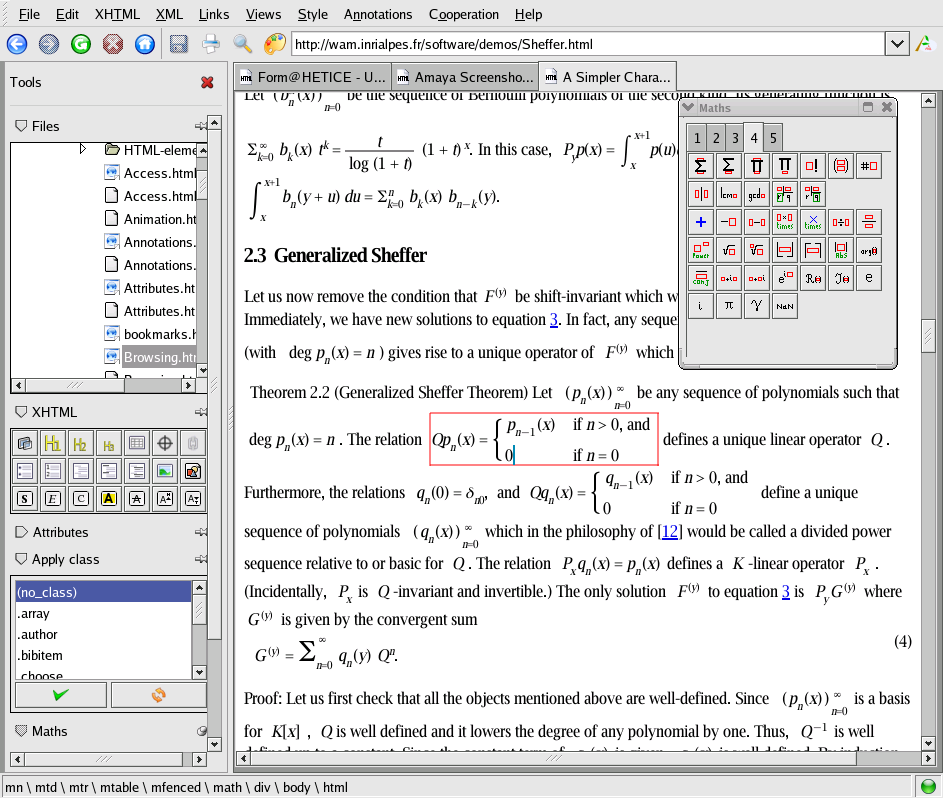
Captura de pantalla del editor de ecuaciones matemáticas del navegador Amaya

Amaya es una herramienta combinada del W3C compuesta por un navegador web y una herramienta de autor. Cualquier página web que se abra puede ser editada inmediatamente. Se pueden ver y generar páginas HTML y XHTML con hojas de estilo CSS, expresiones MathML y dibujos SVG. Una gran característica consiste en que puede ver los enlaces que se crean con el editor. Actualmente,  su desarrollo ha sido abandonado.
Renderiza imágenes, por ejemplo en PNG y un subconjunto del formato de Gráficos Vectoriales Escalables (SVG), como figuras básicas, texto, imágenes y foreignObject (el último es útil para incluir fragmentos HTML o expresiones MathML en los dibujos). Los gráficos están escritos en XML y pueden ser mezclados libremente con HTML y MathML. 
Es software libre, disponible para sistemas tipo Unix, GNU/Linux, Mac OS X, Windows y otras plataformas. La última versión liberada es la 11.4.4, que fue lanzada el 18 de enero de 2012. Esta versión soporta HTML 4.01, XHTML 1.0, XHTML Basic, XHTML 1.1, HTTP 1.1, MathML 2.0, muchas características CSS 2, e incluye soporte para gráficos SVG (transformación, transparencia y animación SMIL), además se puede, no sólo visualizar sino además editar, de manera parcial, documentos XML. Se puede decir que es una aplicación «internacionalizada».